# Pie tabla
El pie tabla es la unidad de medida de volumen utilizada en los Estados Unidos y Canadá para medir la madera aserrada.

## Medidas
El volumen de un pie tabla correspondería a una tabla de 1 pie de ancho por 1 pie de largo y 1 pulgada de espesor.

## Equivalencias
Las equivalencias de un pie tabla son:
- 144 pulgadas cúbicas
- 2.36 litros
- 0.0023597 metros cúbicos

## Fórmula
Fórmula para la obtención del cubicaje de una tabla:
- Pie tabla = (G x A x L ) /12
- Pie tabla = (G x A x C ) /3.6576

Donde:
- G = Grosor en pulgadas
- A = Ancho en pulgadas
- L = Largo en pies
- C = Largo en metros (m)

## Otras denominaciones
En Centroamérica, el pie tabla es conocido como pie-tablar.
En algunas regiones de México, el pie tabla es también conocido como pie-tablón.
En Panamá, el pie tabla es conocido como pie de madera.
- Datos: Q974493